# Karakura
A karakura egy ártó, gonosz lény a török mitológiában, aki vagy ami éjszaka lepi meg áldozatait. Főként Kelet-Anatóliában hisznek benne, a hiedelem szerint leginkább kismamákat zaklat, megpróbálja őket álmukban megfojtani. Más területek hitvilága szerint kivágja és ellopja áldozatai tüdejét. Egyes mondák szerint emberalakban, más mondák szerint kecskefejű, macska nagyságú állat képében jelenik meg. Vele ijesztgetik a gyerekeket.